# La Lobera, delstaten Mexiko
La Lobera är en ort i Mexiko, tillhörande kommunen Almoloya de Alquisiras i den nordvästra delen av delstaten Mexiko, i den centrala delen av landet. Orten hade 173 invånare vid folkräkningen 2010.